# チャン・ヒョク
チャン・ヒョク（張 赫、장 혁、1976年12月20日 - ）は、韓国の俳優。本名は鄭 勇俊（チョン・ヨンジュン）。

## プロフィール
釜山広域市生まれ、O型。身長174cm。体重67kg。檀国大学校演劇映画科休学中。1997年にSBSのテレビドラマ「モデル」でデビュー。家族は両親・弟・妻・息子（2人）・娘（1人）、特技は器械体操、運動、武道、ボクシング。趣味：シナリオ作り、映画鑑賞。
本名はチョン・ヨンジュン。映画『火山高』の主演ギョンス役で、日本でも知られるようになった。映画、ドラマ、CMへの出演、受賞歴多数。
2010年。瞬間最高視聴率 41.9％＆平均視聴率 32％、韓国時代劇の歴史を変えた時代劇アクションドラマ『チュノ』の大ヒットを契機に、時代劇のカリスマと呼ばれるようになる。
重厚感のある演技、他を圧倒する存在感、真摯な生き方が支持され、デビュー以降常に、各方面からのオファーが絶えない俳優のひとり。
あだ名は、韓国イチの義理男。
ジークンドー有段者。
20歳から始めた乗馬、ボクシングで鍛え上げた見事なプロポーションで、アパレルブランドやアウトドアブランドのモデルとしても活躍中。
- 1999年、god「お母様へ」のMVに出演し、話題になる。
- 2002年、SBSで放送されたドラマ「明朗少女成功記」、財閥2世ハン・ギテ役を演じ、一躍スターになる。
- 2002年10月と12月には、映画「火山高」のプロモーションのために来日した。
- 2004年9月、ソン・スンホン、ハン・ジェソクとともに兵役逃れの問題に関与していたことが発覚する。
- 2004年11月4日、徴兵検査で現役3級判定を受け、11月16日に入隊する。
- 2005年、模範訓練兵としての表彰を受ける。
- 2006年11月15日、除隊。
- 2007年3月21日からMBCで放送されたドラマ「ありがとうございます」で、医師ミン・ギソ役を演じ、高い評価を得る。
- 2007年6月、韓流ロマンチックフェスティバルのため来日。
- 2007年7月、シンガポールで映画「情熱のステップ」の撮影を開始。
- 2007年12月29日、6年の交際期間を経て2008年6月2日に2歳年上の舞踊家キム・ヨジンと結婚するという記事が掲載される。
- 2008年1月19日、ソウルにて公式ファンコミュニティ開設記念イベントを開催。
- 2008年2月8日、夫人がソウル市内の病院で男子を出産。
- 2008年3月5日、3月7日のイベントのため来日。
- 2008年3月7日、日本でドラマ『ありがとうございます』関連のイベントを開催。
- 2008年5月12日〜13日、東京と大阪でファンミーティングを開催。
- 2008年11月20日、日本公式FCがオープン。
- 2008年12月20日〜22日、幕張と大阪でイベントを開催。
- 2009年5月25日、東京ドームでの「李承燁デー」の始球式に参加。
- 2009年5月26日、JCBホールにてイベントを開催。
- 2009年11月末、第2子（次男）誕生。
- 2009年12月8日、メルパルク東京にてDVD&写真集発売記念イベントを開催。
- 2009年12月9日、韓国文化院ハンマダンホールにてドラマ「いかさま師」DVD発売記念サイン会を開催。
- 2010年6月4日〜6日、東京と大阪でファンミーティングを開催。
- 2012年3月5日、第46回納税者の日に、模範納税者に選ばれる
- 2012年4月、国税庁名誉広報大使に選ばれる
- 2013年9月、臓器提供広告で制作された映像に、チェ・ジウとともに声で参加。
- 2014年3月、所属事務所sidusHQと再契約
- 2015年4月末、第3子（長女）誕生
- 「2016 MAMA（Mnet Asian Music Awards）」受賞
- 2017年、所属事務所sidusHQと再契約
- 2021年、映画人寄付リレーに参加

## 出演作品

### テレビドラマ
- モデル（1997年、SBS） - チェ・ジュノ役
- 日差しに向かって（1999年、MBC） - ハン・ミョンハ役
- 学校（1999年、KBS）
- ワンルンの大地（2000年、SBS） - キム・ボンピル役
- 明朗少女成功記（2002年、SBS） - 主演：ハン・ギテ役
- 大望（2002年-2003年、SBS） - パク・チェヨン（ムヨン）役
- ありがとうございます（2007年、MBC） - 主演：ミン・ギソ役
- 不汗党（ブランダン）（2008年、SBS） - 主演：クォン・オジュン役
- 猟奇的な彼女（2008年4月20日放送分第1話ゲスト、TBS）
- いかさま師～タチャ（2008年、SBS） - 主演：キム・コニ役
- 推奴（2010年、KBS） - 主演：イ・テギル役
- 新・イヴのすべて 〜愛とキャリアを賭けた女神たち〜（2010年、中国浙江テレビ）
- マイダス（2011年、SBS） - 主演：キム・ドヒョン役
- 根の深い木　-世宗大王の誓い-（2011年、SBS） - 主演：カン・チェユン役
- IRIS2-アイリス2-：ラスト・ジェネレーション（2013年、KBS2） - 主演：チョン・ユゴン役
- 運命のように君を愛してる（2014年、MBC） - 主演：イ・ゴン役
- 恋愛細胞（2014年、ウェブドラマ）主演
- ポラロイドに託す想い（2014年、MBC）主演：スヒョク役
- 輝くか、狂うか（2015年、MBC） - 主演：ワン・ソ役
- 客主〜商売の神〜（2015年-2016年、KBS） - 主演：チョン・ボンサム役
- ビューティフル・マインド ～愛が起こした奇跡～（2016年、KBS） - 主演：イ・ヨンオ役
- ボイス～112の奇跡〜（2017年、OCN） - 主演：ム・ジニョク役
- 最高の一発～時空を超えて～（2017年、KBS）カメオ出演
- カネの花（2017年-2018年、MBC） - 主演：カン・ピルジュ役
- 油っこいロマンス（2018年、SBS） - 主演：ドゥ・チルソン役
- バッドパパ（2018年、MBC） - 主演：ユ・ジチョル役
- 王になった男　（2019年、tvN） - カメオ出演　イ・ホンの父役
- 私の国（2019年、JTBC） - イ・バンウォン役
- ザ・プロファイラー〜見た通りに話せ〜（2020年、OCN） - 主演：オ・ヒョンジェ役
- 最愛の敵〜王たる宿命〜（2022年、KBS） - パク・ゲウォン役
- シークレット・ファミリー（2023年、tvN） - 主演：クォン・ドフン役

### テレビ出演
- TBS「突撃！スター通販報告」(2010年7月19日)
- テレビ朝日「二人の食卓 〜ありがとうのレシピ〜」(2011年11月5日)
- MBC「僕らの日曜の夜－リアル入隊プロジェクト本物の男」（2013年）
- MBC「黄金漁場－ヒザ打ち導師」（2013年）
- tvN「SNL KOREA」(2013年)
- K-STAR「ザ・フレンズ in クロアチア」（2015年）
- 「都市警察」（2018年）
- LaLaTV「独占！チャン・ヒョク2019」（2019年）
- 「ソウルの田舎者」（2020年）
- 「ヨット遠征隊 ザ・ビギニング」（2020年）
- 「ジャングルの法則」（2021年）
- 「全国津々浦々」（2021年）

### 映画
- チャン（1998年）
- 火山高（2001年）- 主演:キム・ギョンス役
- ジャングルジュース（2002年）
- トイレどこですか?（2002年）
- 英語完全征服（2003年） - パク・ムンス役
- 僕の彼女を紹介します（2004年）- コ・ミョンウ役
- Sダイアリー（2004年）
- 情熱のステップ（2008年）
- ペントハウス象（2009年）
- オガムド〜五感度〜（2009年）
- ウサギとリザード（2009年）
- 依頼人（2011年）
- Dance Of The Dragon（2012年）
- FLU 運命の36時間（2013年）
- 愛の棘（2014年）
- 純粋の時代（2015年）
- 中国映画「真実禁止区域」（2016年）
- 大好きだから（2017年）- ※特別出演：占い師役
- ありふれた悪事（2017年）
- 剣客　검객（2020年）
- 江陵（2021年）
- THE KILLER/暗殺者　더 킬러: 죽어도 되는 아이（2022年）

### ミュージックビデオ
- キム・ブヨン「彼女のご両親へ」
- god「お母様へ」
- イ・スンファン「哀願」
- JTL「A Better Day」
- エルバ・シャオ（蕭亜軒）「衝動」

その他

### 受賞歴など
- 2000年 サイバー倫理広報委員
- 2000年 SBS演技大賞男性新人賞
- 2002年 SBS演技大賞最優秀男性演技賞
- 2002年 SBS演技大賞10大スター賞
- 2007年 愛の臓器提供運動本部広報大使
- 2007年 MBC演技大賞黄金演技賞（ミニシリーズ部門）
- 2010年 KBS演技大賞大賞
- 2011年 SBS演技大賞特別企画部門最優秀演技賞
- 2012年 国税庁広報大使
- 2013年 MBC演技大賞ミニシリーズ部門最優秀演技賞　ベストカップル賞
- 2015年 KBS演技大賞　ベストカップル賞　中編ドラマ部門男優優秀演技賞
- 2016年 MAMA（Mnet Asian Music Awards）受賞
- 2017年 MBC演技大賞 週末ドラマ最優秀演技賞
- 2017年 2017韓国ドラマを輝かせたスター賞　ドラマスター賞
- 2018年 第31回グリメ賞　最優秀演技賞
- 2022年 第21回ニューヨーク・アジアン映画祭（NYAFF）ダニエルA．クラフト優秀アクションシネマ賞

### 音楽活動
2000年にTJ (Team & Jang Hyuk) 名義で活動。アルバム2枚を発売。韓国版のデビューアルバムはポストカードにプロモーションビデオを収録したCD-ROMがついた豪華版。ミュージックビデオでは主にチョン・ジヒョンと共演。プロモーションビデオの監督はキム・ソンスが務めている。「Hey Girl」がTOP10入りするほどの人気だったが、歌手としての活動は1ヶ月間だけ、という公約を守り、あっさりと音楽活動を終了した。現在CDは廃盤になってしまい、韓国でも入手困難である。台湾版、香港版はまだ流通しており、通信販売や現地のCDショップなどで購入することができる。
- T.J Project（2000年8月発売　CD2枚組）
- 日月之愛（2000年）

### 出版
- エッセイ「チャン・ヒョクの熱血男児」(2013年)